# Ashli Babbitt
Ashli Elizabeth Babbitt (n. 10 octombrie 1985, Lakeside⁠(d), San Diego County, California, SUA – d. 6 ianuarie 2021, Washington, D.C., District of Columbia, SUA) a fost o veterană a Forțelor Aeriene, a Gărzii Naționale din SUA și o activistă americană. Ea a fost omorâtă în Asaltul Capitoliului Statelor Unite ale Americii 2021 de Poliția Capitoliului.

## Biografie
Ashli Babbitt a fost o veterană a Forțelor Aeriene și Gărzii Naționale ale SUA, unde a slujit timp de paisprezece ani. Ea a efectuat două campanii operaționale în Afganistan și Irak . Ulterior, a slujit în Garda Națională a SUA din Kuweit și Qatar . Ea și soțul ei dețineau o afacere în San Diego.

## Convingeri politice
Babbitt a fost o "susținătoare înflăcărată" a lui Donald Trump. postarea pe Twitter sub pseudonimul CommonAshSense înainte de sosirea ei la Capitol, Babbitt a cerut Judecătorului șef al Curții Supreme de Justiție, John Roberts, să demisioneze și l-a acuzat pe vicepreședintele Mike Pence de trădare prin publicarea unei liste de L. Lin Wood. Babbitt a redistribuit cu scurt timp în urmă din 4 ianuarie a lui Wood către Roberts, spunând că „vine furtuna”. în ziua următoare ea a scris "Furtuna este aici", care a fost ultimul mesaj compus. "Furtuna" este un termen folosit de QAnon și Babbitt care a fost descrisă ca o "adeptă QAnon".

## Moartea
Babbitt a fost împușcată și ucisă în timp ce participa la Asaltul Capitoliului Statelor Unite ale Americii 2021. Departamentul de Poliție Metropolitană a lansat o anchetă asupra morții.  Nu este clar cine a împușcat-o.  Rapoartele diferă dacă a fost împușcată în gât, , în piept,  sau în umăr.  Filmările dinaintea incidentului au fost surprinse pe un videoclip care arată Babbitt și alți susținători ai lui Trump străpungând un set de uși baricadate pe o scară din clădirea capitolului, unde Babbitt (cu un rucsac cu un steag) este văzută intrând printr-o ramă de fereastră ruptă, când o împușcătură se aude în timp ce Babbitt cade pe podea. .

## Decorații
Ashli Babbitt a primit Medalia Campaniei din Irak pentru serviciul său militar în Irak. 